# Sint-Gerarduskapel (Beringe)

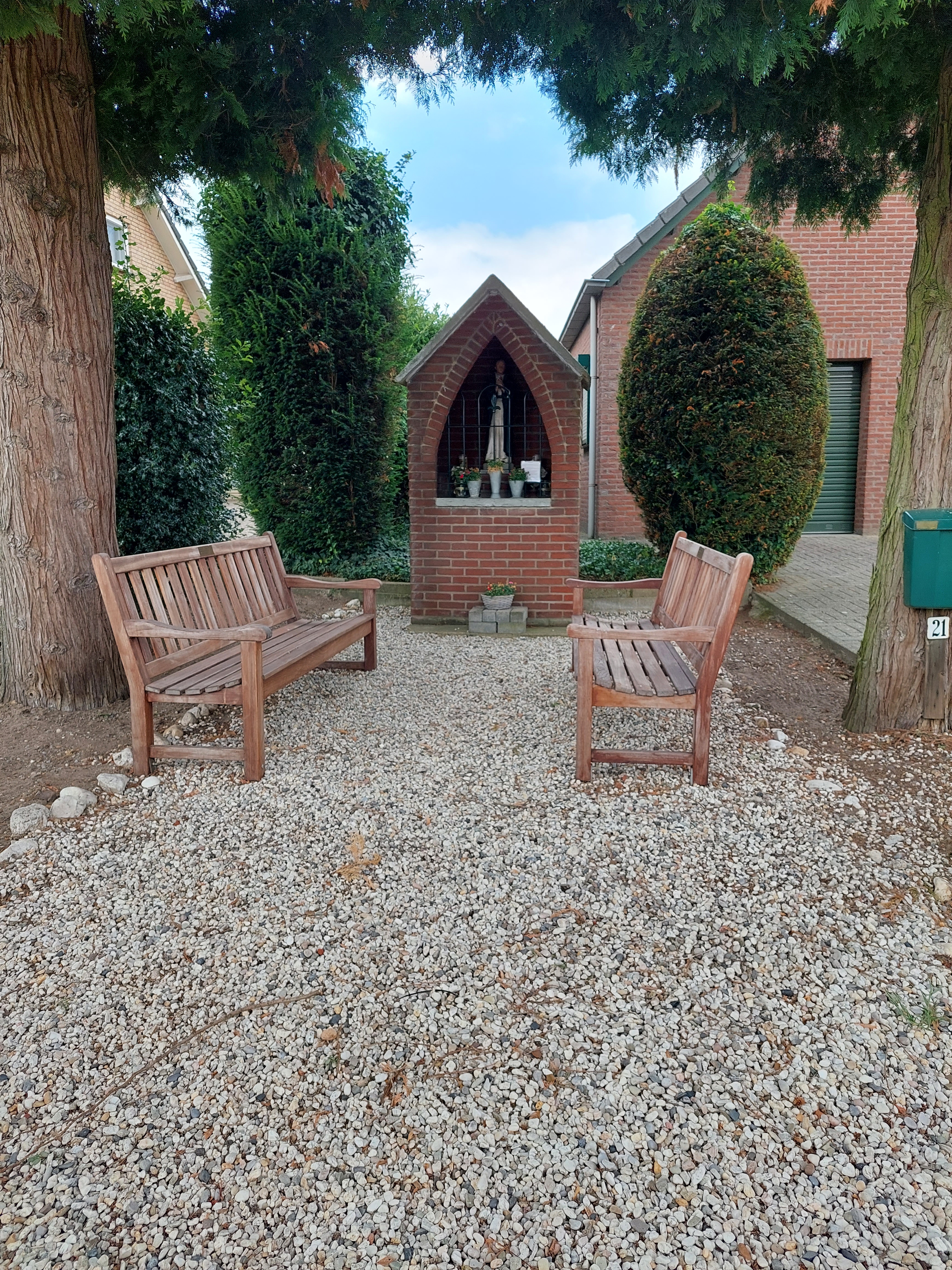
Sint-Gerarduskapel (Beringe)

De Sint-Gerarduskapel is een kapel in Beringe in de Nederlandse gemeente Peel en Maas. De kapel staat aan de Eelserstraat bij nummer 21 aan de noordrand van het dorp.
Op minder dan 500 meter naar het noordwesten staat de Mariakapel van Beringe.
De kapel is gewijd aan de heilige Gerardus Majella.

## Gebouw
De niskapel is opgetrokken in rode bakstenen op een rechthoekig grondplan en wordt gedekt door een zadeldak.
In de frontgevel bevindt zich een spitsboogvormige nis die wordt afgesloten met een ijzeren hek. In de nis staat op een opzet een polychroom beeld van de heilige Gerardus Majella, die hemt toont in biddende houding met zijn handen samengevouwen.